# Brazil (film)
Brazil este un film SF fantastic comedie neagră britanic regizat de Terry Gilliam și apărut în 1985.
Gilliam se referă la Brazil ca fiind al doilea din Trilogia Imaginației ("Trilogy of Imagination"), fiind precedat de Bandiții timpului (1981) și urmat de Aventurile Baronului Munchausen (1988).

## Prezentare
Într-o lume birocratică până la coșmar, unde oamenii devin paranoici, iar moartea unei muște poate provoca condamnarea la închisoare și tortură a unui om nevinovat, unde Franz Kafka se întâlnește cu George Orwell, singura cale de scăpare este visul și dragostea. Viața lui Sam Lowry, angajat credincios al Ministerului Informației, basculează când se întâlnește cu fata la care visează în fiecare noapte.

## Fișă tehnică
- Regia : Terry Gilliam
- Scenariul : Charles McKeown, Tom Stoppard și Terry Gilliam
- Muzica : Michael Kamen
- Fotografia : Roger Pratt
- Decorurile : Norman Garwood
- Costumele : James Acheson
- Montajul : Julian Doyle

- Titlu original : Brazil
- Durata : 94, 131 sau 142 de minute, după versiune
- Formatul : Technicolor - 1,85:1
- Genurile : science-fiction, comedie, dramă, fantastic

## Distribuție
| - Jonathan Pryce este Sam Lowry - Kim Greist este Jill Layton - Michael Palin este Jack Lint - Robert De Niro este Archibald "Harry" Tuttle - Katherine Helmond este Dna. Ida Lowry - Bob Hoskins este Spoor - Ian Holm este Dl. Kurtzmann - Derrick O'Connor este Dowser - Jim Broadbent este Dr. Louis Jaffe - Ian Richardson este Dl. Warrenn - Peter Vaughan este Dl. Helpmann - Brian Miller este Dl. Archibald Buttle - Barbara Hicks este Dna. Alma Terrain | - Charles McKeown este Harvey Lime - Kathryn Pogson este Shirley Terrain - Bryan Pringle este Spiro (chelner) - Sheila Reid este Dna. Veronica Buttle - Derek Deadman este Bill (Departamentul lucrărilor, repară plafonul lui Buttle) - Nigel Planer este Charlie (Departamentul lucrărilor, repară plafonul lui Buttle) - Gorden Kaye este M.O.I. Lobby Porter - Jack Purvis este Dr. Chapman - Elizabeth Spender este Alison/'Barbara' Lint - Myrtle Devenish este Dactilograf în biroul lui Jack - Roger Ashton-Griffiths este preotul - Holly Gilliam este Holly Lint - Terry Gilliam (cameo) este fumătorul de la Turnurile Shang-ri |

## Primire
Într-un sondaj din 1999 al Institutului Britanic de Film (British Film Institute - BFI) filmul a fost desemnat ca fiind al 54-lea cel mai bun dintr-o listă de 100 filme britanice.

## Premii și nominalizări

### Premiul Oscar
- Premiul Oscar pentru cea mai bună regie artistică - Norman Garwood , Maggie Gray (nominalizat, 1986)
- Premiul Oscar pentru cel mai bun scenariu original - Terry Gilliam , Tom Stoppard , Charles McKeown (nominalizat, 1986)

### Premiul BAFTA
- BAFTA pentru production design - Norman Garwood (câștigat, 1986)
- BAFTA pentru cele mai bune efecte speciale vizuale - George Gibbs , Richard Conway (câștigat, 1986)